# 波克羅夫斯凱 (布羅瓦里區)
50°35′15″N 31°4′36″E / 50.58750°N 31.07667°E
波克羅夫斯凱（烏克蘭語：Покровське）是位於烏克蘭北部的村莊，由基輔州布羅瓦里區的大季梅爾卡市鎮負責管轄。該村始建於1922年，面積0.85平方公里，海拔高度109米，2001年人口43，人口密度每平方公里50.6人。